# Habartov
Habartov är en stad i Tjeckien.   Den ligger i distriktet Okres Sokolov och regionen Karlovy Vary, i den västra delen av landet, 130 km väster om huvudstaden Prag. Habartov ligger 504 meter över havet och antalet invånare är 5 337.
Terrängen runt Habartov är kuperad åt nordost, men åt sydväst är den platt. Terrängen runt Habartov sluttar söderut. Runt Habartov är det ganska tätbefolkat, med 134 invånare per kvadratkilometer. Närmaste större samhälle är Sokolov, 6,4 km öster om Habartov. Runt Habartov är det i huvudsak tätbebyggt.